# Vörhenyes gödény

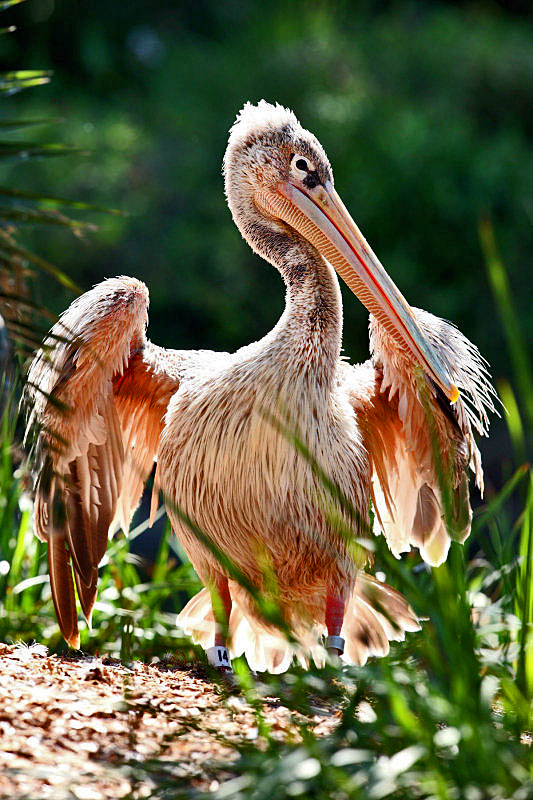
Tollazata vörhenyes

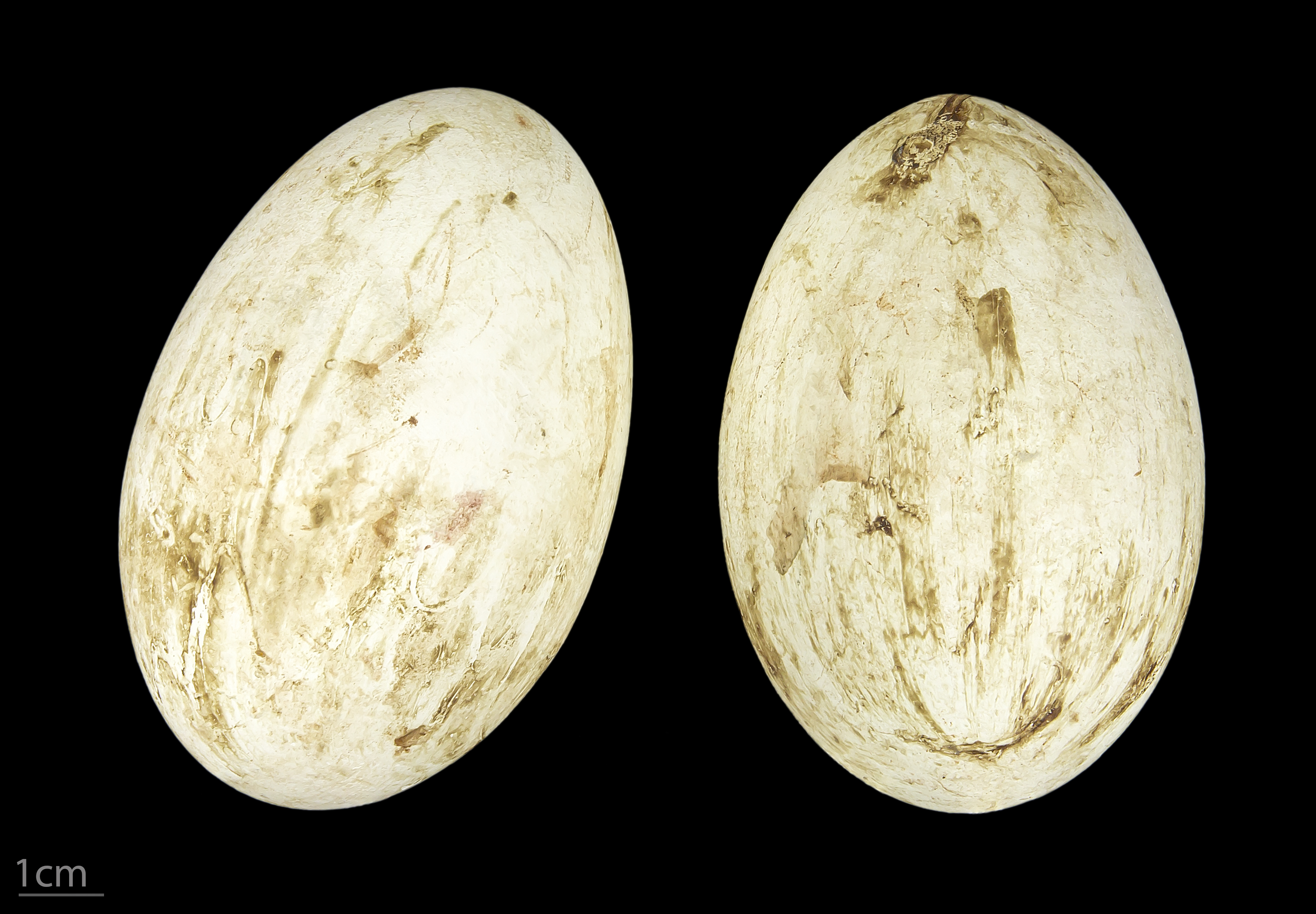
Pelecanus rufescens

A vörhenyes gödény (Pelecanus rufescens) a madarak (Aves) osztályának gödényalakúak (Pelecaniformes) rendjébe, ezen belül a gödényfélék (Pelecanidae) családjába tartozó faj.

## Előfordulása
Afrikában és az Arab-félszigeten  honos. Madagaszkár szigetéről kihalt. Tavak mellett él.
Érdekesség, hogy 2002. márciusában Magyarországon (Ács határában) is észlelték egy példányát. A Magyar Madártani és Természetvédelmi Egyesület Nomenclator Bizottsága szerint ugyanakkor kétséges, hogy a megfigyelt egyed valóban természetes populációból származott-e. 

## Megjelenése
A gödény legfeltűnőbb ismertetőjegye a hatalmas csőr, amely felülről lapított. Az alsó csőrkáváról alácsüngő torokzsákba tíz liter vizet is képes felvenni. Szárnyfesztávolsága 2,4 méter. Tollazata vörhenyes, szürke és fehér.

## Életmód
Túlnyomórészt halakkal táplálkozik

## Szaporodása
Fészekalja 2–3 tojásból áll.

## Rokon fajai
Európában a rózsás gödény és a borzas gödény található meg.